# Myoida
Myoida – rząd małży z podgromady Heterodonta. Występują w wodach słonych, słonawych i słodkich. Charakteryzują się cienkościennymi skorupkami bez warstwy perłowej, o jednakowych lub różniących się połówkach, ze zwykle słabo zaznaczonymi listwami i uzębieniem zamka, oraz z dwoma mięśniami zwieraczami tej samej wielkości lub zróżnicowanymi.

## Rodziny
- Corbulidae
- Erodonidae
- Gastrochaenidae
- Hiatellidae
- Myidae – małgwiowate
- Pholadidae – skałotoczowate
- Spheniopsidae
- Teredinidae – świdrakowate